# Вафиадис, Анастасиос
Анастасиос Вафиадис (греч. Αναστάσιος Βαφειάδης, ?, Монастири, Македония — 1866, Вафе (греч.), Крит) — греческий революционер второй половины XIX века.

## Биография
Достоверно дата рождения Анастасиоса Вафиадиса не известна. Местом рождения, согласно современному греческому историку Константину Вакалопулосу, является город Монастир, ныне Битола.
Электронная библиотека Пандектис называет местом рождения высокогорное село Мегарово (Магарево), западнее Монастира.
Иногда указывается его связь с греческим городом Сьятиста, Западная  Македония, но вероятнее, что кто-то из его родителей происходил из этого города.
Будучи студентом в Афинах, Вафиадис вошёл в революционные круги. Его близким другом стал Зисис Сотириу, ветеран Греческой революции 1821 года, подписывавшийся в своих прокламациях и обращениях как «эллин Олимпа».
Вместе с ним Вафиадис вступил в «Греческий легион», добровольцы которого отправились в Италию и приняли участие в сражениях против австрийцев, на стороне Джузеппе Гарибальди.
Его имя упоминается рядом греческими гарибальдийцами, революционерами Сотириу и И. Секулис, офицерами Н. Смоленскис и Праидис, Александрос и студентами Л. Зикос и Л. Вулгарис.
Греческий исследователь Христос Лазос упоминает Вафиадиса как участника Сицилийского похода Гарибальди и сражения при Калатафими, в мае 1860 года.
В своих мемуарах С. Малакис пишет, что встретил Вафиадиса 21 июня того же года в Ливорно, ожидающего Сотириу, чтобы снова отправиться добровольцами к Гарибальди, в Аспромонте.
Вернувшись в Грецию греческие гарибальдийцы сыграли значительную роль в формировании революционных идей в стране.
В 1866 году, с началом очередного Критского восстания, Анастасиос Вафиадис организовал в Афинах корпус добровольцев, с которым отправился на помощь восставшему острову. Возглавляя свой корпус , Вафиадис погиб в кровавом сражении с турками при Вафе, 12 октября 1866 года. В этом же сражении и в тот же день, погиб и его соратник по Италии Александрос Праидис.
Генерал-лейтенант Иоаннис Какудакис, директор департамента истории греческой армии, в своём труде, частично объясняет большое число добровольцев критян в борьбе за Македонию в начале 20-го века, как многократное возвращение Критом долга крови, пролитой добровольцами-македонянами, упоминая и Вафиадиса, во всех критских восстаниях.